# محطة هامبورغ التونا
محطة هامبورغ ألتونا (بالألمانية: Hamburg-Altona) هي محطة قطار رئيسية تقع في حي ألتونا بمدينة هامبورغ في ألمانيا. تُعد المحطة واحدة من أهم مراكز النقل في المدينة، وتخدم قطارات المسافات الطويلة، والإقليمية، وقطارات النقل المحلي.

## التاريخ
تم افتتاح المحطة في عام 1844 كمحطة نهائية للسكك الحديدية لمملكة الدنمارك، التي كانت تسيطر آنذاك على دوقية هولشتاين. كانت المحطة الأصلية تقع بالقرب من ميناء ألتونا، وتم ربطها بخط السكك الحديدية المؤدي إلى كيل.
مع تطور شبكة السكك الحديدية وتوسع مدينة هامبورغ، تم نقل المحطة إلى موقعها الحالي في عام 1898. وقد تم تدمير مبنى المحطة القديم خلال الحرب العالمية الثانية، وفي خمسينيات القرن العشرين تم بناء مبنى جديد بطراز معماري حديث.

## الخدمات
تخدم محطة هامبورغ ألتونا قطارات المسافات الطويلة، بما في ذلك العديد من خطوط القطارات السريعة (ICE) التي تربط هامبورغ بمدن ألمانية كبرى مثل برلين، ميونخ، فرانكفورت، وكولونيا. كما تخدم المحطة قطارات إقليمية تربط ألتونا بمناطق شمال ألمانيا، بالإضافة إلى شبكة قطارات إس-بان (S-Bahn) في هامبورغ.

## التطورات المستقبلية
تخطط شركة دويتشه بان لنقل خدمات المسافات الطويلة من محطة هامبورغ ألتونا إلى محطة هامبورغ دينماركشتراسه، وبناء محطة جديدة هناك. وقد أثار هذا القرار جدلاً واسعًا بين السكان المحليين بسبب المخاوف من التأثيرات السلبية على التنقل في المنطقة.

## المرافق
تضم المحطة مجموعة متنوعة من الخدمات، بما في ذلك متاجر، مطاعم، ومرافق انتظار السيارات، بالإضافة إلى وصلات مباشرة بشبكة الحافلات والمترو.

## المعالم القريبة
تقع محطة هامبورغ ألتونا بالقرب من العديد من معالم هامبورغ الشهيرة مثل سوق السمك، ومنطقة سانت باولي الترفيهية، وميناء هامبورغ.